# Xã Rockwood, Quận Hubbard, Minnesota
Xã Rockwood (tiếng Anh: Rockwood Township) là một xã thuộc quận Hubbard, tiểu bang Minnesota, Hoa Kỳ. Năm 2010, dân số của xã này là 430 người.